# Liverpool FC in het seizoen 2015/16
Dit artikel beschrijft de prestaties van de Engelse voetbalclub Liverpool FC in het seizoen 2015–2016.

## Selectie 2015/16
| No.           | Naam              | Nationaliteit | Geboortedatum | Vorige club             |
| ------------- | ----------------- | ------------- | ------------- | ----------------------- |
| Keepers       |                   |               |               |                         |
| 22            | Simon Mignolet    | België        | 06-03-1988    | Sunderland              |
| 34            | Ádám Bogdán       | Hongarije     | 27-09-1987    | Bolton Wanderers        |
| 52            | Danny Ward        | Wales         | 22-06-1993    | Aberdeen                |
| Verdedigers   |                   |               |               |                         |
| 2             | Nathaniel Clyne   | Engeland      | 05-04-1991    | Southampton             |
| 3             | José Enrique      | Spanje        | 23-01-1986    | Newcastle United        |
| 4             | Kolo Touré        | Ivoorkust     | 19-03-1981    | Manchester City         |
| 6             | Dejan Lovren      | Kroatië       | 05-07-1989    | Southampton             |
| 12            | Joe Gomez         | Engeland      | 23-05-1997    | Charlton Athletic       |
| 17            | Mamadou Sakho     | Frankrijk     | 13-02-1990    | Paris Saint-Germain     |
| 18            | Alberto Moreno    | Spanje        | 05-07-1992    | Sevilla                 |
| 19            | Steven Caulker    | Engeland      | 29-12-1991    | Southampton             |
| 26            | Tiago Ilori       | Portugal      | 26-02-1993    | Aston Villa             |
| 37            | Martin Škrtel     | Slowakije     | 15-12-1984    | Zenit Sint-Petersburg   |
| 38            | Jon Flanagan      | Engeland      | 01-01-1993    | /                       |
| 44            | Brad Smith        | Engeland      | 09-04-1994    | Swindon Town            |
| 56            | Connor Randall    | Engeland      | 21-10-1995    | Shrewsbury Town         |
| 57            | Joe Maguire       | Engeland      | 18-01-1996    | Leyton Orient           |
| Middenvelders |                   |               |               |                         |
| 7             | James Milner      | Engeland      | 04-01-1986    | Manchester City         |
| 10            | Philippe Coutinho | Brazilië      | 12-06-1992    | Internazionale          |
| 14            | Jordan Henderson  | Engeland      | 17-06-1990    | Sunderland              |
| 20            | Adam Lallana      | Engeland      | 10-05-1988    | Southampton             |
| 21            | Lucas             | Brazilië      | 09-01-1987    | Grêmio                  |
| 23            | Emre Can          | Duitsland     | 12-01-1994    | Bayer Leverkusen        |
| 24            | Joe Allen         | Wales         | 14-03-1990    | Swansea City            |
| 32            | Cameron Brannagan | Engeland      | 09-05-1996    | /                       |
| 33            | Jordon Ibe        | Engeland      | 08-12-1995    | /                       |
| 35            | Kevin Stewart     | Engeland      | 07-09-1993    | Swindon Town            |
| 57            | Ryan Kent         | Engeland      | 11-11-1996    | Coventry City           |
| 46            | Jordan Rossiter   | Engeland      | 24-03-1997    | /                       |
| 53            | João Carlos       | Portugal      | 18-01-1993    | Brighton & Hove Albion  |
| 54            | Sheyi Ojo         | Engeland      | 19-06-1997    | Wolverhampton Wanderers |
| 64            | Sergi Canós       | Spanje        | 02-02-1997    | Brentford               |
| 68            | Pedro Chirivella  | Spanje        | 23-05-1997    | /                       |
| Aanvallers    |                   |               |               |                         |
| 9             | Christian Benteke | België        | 03-12-1990    | Aston Villa             |
| 11            | Roberto Firmino   | Brazilië      | 02-10-1991    | 1899 Hoffenheim         |
| 15            | Daniel Sturridge  | Engeland      | 01-09-1989    | Chelsea                 |
| 27            | Divock Origi      | België        | 18-04-1995    | Lille                   |
| 28            | Danny Ings        | Engeland      | 23-07-1992    | Burnley                 |
| 48            | Jerome Sinclair   | Engeland      | 20-09-1996    | Wigan Athletic          |

- = Aanvoerder

### Technische staf
|                 |                     |                       |                              |
| Functie         | Naam                | Nationaliteit         | Opmerking                    |
| Coach           | Jürgen Klopp (foto) | Duitsland             | Vanaf 8 oktober 2015.        |
| Assistent-coach | Peter Krawietz      | Duitsland             | Vanaf 8 oktober 2015.        |
| Assistent-coach | Željko Buvač        | Bosnië en Herzegovina | Vanaf 8 oktober 2015.        |
| Coach           | Brendan Rodgers     | Noord-Ierland         | Ontslagen op 4 oktober 2015. |
| Assistent-coach | Gary McAllister     | Schotland             | Ontslagen op 8 oktober 2015. |
| Assistent-coach | Sean O'Driscoll     | Engeland              | Ontslagen op 8 oktober 2015. |
| Keeperstrainer  | John Achterberg     | Nederland             |                              |

## Resultaten
Een overzicht van de competities waaraan Liverpool in het seizoen 2015-2016 deelnam.
| Premier League | FA Cup      | League Cup          | Europa League       |
| -------------- | ----------- | ------------------- | ------------------- |
|                |             |                     |                     |
| Achtste        | 1/16 finale | Verliezend finalist | Verliezend finalist |

## Uitrustingen
Shirtsponsor(s): Standard Chartered

Sportmerk: New Balance
| Thuis | Uit | Alternatief | Doelman | Doelman | Doelman |

## Transfers

### Zomer
| Naam              | Nationaliteit | Van/naar             | Prijs        |
| ----------------- | ------------- | -------------------- | ------------ |
| Inkomend          |               |                      |              |
| Christian Benteke | België        | Aston Villa          | € 46.500.000 |
| Roberto Firmino   | Brazilië      | 1899 Hoffenheim      | € 41.000.000 |
| Nathaniel Clyne   | Engeland      | Southampton FC       | € 17.700.000 |
| Joe Gomez         | Engeland      | Charlton Athletic    | € 4.900.000  |
| Danny Ings        | Engeland      | Burnley              | Transfervrij |
| James Milner      | Engeland      | Manchester City      | Transfervrij |
| Ádám Bogdán       | Hongarije     | Bolton Wanderers     | Transfervrij |
| Uitgaand          |               |                      |              |
| Steven Gerrard    | Engeland      | LA Galaxy            | Transfervrij |
| Glen Johnson      | Engeland      | Stoke City           | Transfervrij |
| Brad Jones        | Australië     | Bradford City        | Transfervrij |
| Sebastián Coates  | Uruguay       | Sunderland           | € 5.660.000  |
| Iago Aspas        | Spanje        | Celta de Vigo        | € 7.000.000  |
| Raheem Sterling   | Engeland      | Manchester City      | € 68.000.000 |
| Rickie Lambert    | Engeland      | West Bromwich Albion | € 4.200.000  |
| Javier Manquillo  | Spanje        | Atlético Madrid      | Einde huur   |
| Fabio Borini      | Italië        | Sunderland           | € 9.300.000  |

### Verhuurde spelers
| Naam            | Nationaliteit | Van/naar                | Begin huur       | Einde huur      |
| --------------- | ------------- | ----------------------- | ---------------- | --------------- |
| Uitgaand        |               |                         |                  |                 |
| Danny Ward      | Wales         | Aberdeen                | 26 juni 2015     | 10 januari 2016 |
| Luis Alberto    | Spanje        | Deportivo La Coruña     | 6 juli 2015      | 30 juni 2016    |
| Lloyd Jones     | Engeland      | Blackpool               | 10 juli 2015     | 30 juni 2016    |
| Jordan Williams | Wales         | Swindon Town            | 10 juli 2015     | 30 juni 2016    |
| Kevin Stewart   | Engeland      | Swindon Town            | 11 juli 2015     | 7 januari 2016  |
| Andre Wisdom    | Engeland      | Norwich City            | 29 juli 2015     | 30 juni 2016    |
| Sheyi Ojo       | Engeland      | Wolverhampton Wanderers | 4 augustus 2015  | 7 januari 2016  |
| Mario Balotelli | Italië        | AC Milan                | 25 augustus 2015 | 30 juni 2016    |
| Ryan McLaughlin | Noord-Ierland | Aberdeen FC             | 29 augustus 2015 | januari 2016    |
| Lazar Marković  | Servië        | Fenerbahçe              | 30 augustus 2015 | 30 juni 2016    |
| Samed Yeşil     | Duitsland     | FC Luzern               | 31 augustus 2015 | 30 juni 2016    |
| Tiago Ilori     | Portugal      | Aston Villa             | 1 september 2015 | 7 januari 2016  |
| Sergi Canós     | Spanje        | Brentford               | 31 augustus 2015 | 8 mei 2016      |
| Marko Grujić    | Servië        | Rode Ster Belgrado      | 6 januari 2016   | 30 juni 2016    |

### Winter
| Naam           | Nationaliteit | Van/naar            | Prijs       |
| -------------- | ------------- | ------------------- | ----------- |
| Inkomend       |               |                     |             |
| Marko Grujić   | Servië        | Rode Ster Belgrado  | € 7.000.000 |
| Steven Caulker | Engeland      | Queens Park Rangers | Huur        |
| Uitgaand       |               |                     |             |

## Premier League

### Wedstrijden
| Wedstrijddetails                                          | Thuisploeg                                                 | Uitslag                             | Uitploeg                                                       | Opstelling | Kaarten                                                    |
| --------------------------------------------------------- | ---------------------------------------------------------- | ----------------------------------- | -------------------------------------------------------------- | --- | ---------------------------------------------------------- |
| Heenronde                                                 |                                                            |                                     |                                                                | |                                                            |
| 9 augustus 2015 17:00 Britannia Stadium Stoke-on-Trent    | Stoke City                                                 | 0-1                                 | Liverpool FC                                                   | Mignolet Clyne, Škrtel, Lovren, Gomez Milner, Henderson, Coutinho Ibe (78' Firmino), Benteke, Lallana (63' Can)                  | 28' Škrtel 39' Milner 50' Lovren 63' Gomez                 |
| 9 augustus 2015 17:00 Britannia Stadium Stoke-on-Trent    |                                                            | 0-1                                 | 86' Coutinho                                                   | Mignolet Clyne, Škrtel, Lovren, Gomez Milner, Henderson, Coutinho Ibe (78' Firmino), Benteke, Lallana (63' Can)                  | 28' Škrtel 39' Milner 50' Lovren 63' Gomez                 |
| 17 augustus 2015 21:00 Anfield Liverpool                  | Liverpool FC                                               | 1-0                                 | Bournemouth                                                    | Mignolet Clyne, Škrtel, Lovren, Gomez Milner, Henderson (52' Can), Lallana Coutinho (81' Moreno), Benteke, Ibe (70' Firmino)     | 75' Gomez                                                  |
| 17 augustus 2015 21:00 Anfield Liverpool                  | 26' Benteke                                                | 1-0                                 |                                                                | Mignolet Clyne, Škrtel, Lovren, Gomez Milner, Henderson (52' Can), Lallana Coutinho (81' Moreno), Benteke, Ibe (70' Firmino)     | 75' Gomez                                                  |
| 24 augustus 2015 21:00 Emirates Stadium Londen            | Arsenal FC                                                 | 0-0                                 | Liverpool FC                                                   | Mignolet Clyne, Škrtel, Lovren, Gomez Milner, Lucas (76' Rossiter), Can Firmino (63' Ibe), Benteke, Coutinho (88' Moreno)        | 61' Škrtel 66' Can 79' Gomez 85' Mignolet                  |
| 24 augustus 2015 21:00 Emirates Stadium Londen            |                                                            |                                     |                                                                | Mignolet Clyne, Škrtel, Lovren, Gomez Milner, Lucas (76' Rossiter), Can Firmino (63' Ibe), Benteke, Coutinho (88' Moreno)        | 61' Škrtel 66' Can 79' Gomez 85' Mignolet                  |
| 29 augustus 2015 16:00 Anfield Liverpool                  | Liverpool FC                                               | 0-3                                 | West Ham United                                                | Mignolet Clyne, Škrtel, Lovren, Gomez (78' Ibe) Milner, Lucas, Can (46' Moreno) Firmino (61' Ings), Benteke, Coutinho            | 45+4' Coutinho 52' Coutinho 70' Lucas 86' Ings 90+1' Clyne |
| 29 augustus 2015 16:00 Anfield Liverpool                  |                                                            | 0-1 0-2 0-3                         | 3' Lanzini 29' Noble 90+2' Sakho                               | Mignolet Clyne, Škrtel, Lovren, Gomez (78' Ibe) Milner, Lucas, Can (46' Moreno) Firmino (61' Ings), Benteke, Coutinho            | 45+4' Coutinho 52' Coutinho 70' Lucas 86' Ings 90+1' Clyne |
| 12 september 2015 18:30 Old Trafford Manchester           | Manchester United                                          | 3-1                                 | Liverpool FC                                                   | Mignolet Clyne, Škrtel, Lovren, Gomez Milner, Lucas (88' Moreno), Can Firmino (65' Ibe), Benteke, Ings (74' Origi)               | 48' Clyne 75' Milner                                       |
| 12 september 2015 18:30 Old Trafford Manchester           | 49' Blind 70' Herrera 86' Martial                          | 1-0 2-0 2-1 3-1                     | 84' Benteke                                                    | Mignolet Clyne, Škrtel, Lovren, Gomez Milner, Lucas (88' Moreno), Can Firmino (65' Ibe), Benteke, Ings (74' Origi)               | 48' Clyne 75' Milner                                       |
| 20 september 2015 17:00 Anfield Liverpool                 | Liverpool FC                                               | 1-1                                 | Norwich City                                                   | Mignolet Can, Škrtel, Sakho Clyne, Milner, Coutinho, Lucas (72' Firmino), Moreno Sturridge (63' Lallana), Benteke (46' Ings)     | 3' Milner                                                  |
| 20 september 2015 17:00 Anfield Liverpool                 | 48' Ings                                                   | 1-0 1-1                             | 61' Martin                                                     | Mignolet Can, Škrtel, Sakho Clyne, Milner, Coutinho, Lucas (72' Firmino), Moreno Sturridge (63' Lallana), Benteke (46' Ings)     | 3' Milner                                                  |
| 26 september 2015 16:00 Anfield Liverpool                 | Liverpool FC                                               | 3-2                                 | Aston Villa                                                    | Mignolet Can, Škrtel, Sakho Clyne, Milner, Coutinho, Lucas, Moreno Ings, Sturridge (90+4' Allen)                                 |                                                            |
| 26 september 2015 16:00 Anfield Liverpool                 | 2' Milner 59' Sturridge 67' Sturridge                      | 1-0 2-0 2-1 3-1 3-2                 | 66' Gestede 71' Gestede                                        | Mignolet Can, Škrtel, Sakho Clyne, Milner, Coutinho, Lucas, Moreno Ings, Sturridge (90+4' Allen)                                 |                                                            |
| 4 oktober 2015 14:30 Goodison Park Liverpool              | Everton FC                                                 | 1-1                                 | Liverpool FC                                                   | Mignolet Can, Škrtel, Sakho Clyne, Milner, Coutinho, Lucas (79' Allen), Moreno Ings (76' Lallana), Sturridge                     | 35' Can 69' Lucas 90+1' Sakho                              |
| 4 oktober 2015 14:30 Goodison Park Liverpool              | 45+1' Lukaku                                               | 0-1 1-1                             | 41' Ings                                                       | Mignolet Can, Škrtel, Sakho Clyne, Milner, Coutinho, Lucas (79' Allen), Moreno Ings (76' Lallana), Sturridge                     | 35' Can 69' Lucas 90+1' Sakho                              |
| 17 oktober 2015 13:45 White Hart Lane Londen              | Tottenham Hotspur                                          | 0-0                                 | Liverpool FC                                                   | Mignolet Clyne, Škrtel, Sakho, Moreno Lucas, Can, Lallana (81' Allen) Milner, Origi, Coutinho (87' Ibe)                          | 35' Milner 90+1' Lucas                                     |
| 17 oktober 2015 13:45 White Hart Lane Londen              |                                                            |                                     |                                                                | Mignolet Clyne, Škrtel, Sakho, Moreno Lucas, Can, Lallana (81' Allen) Milner, Origi, Coutinho (87' Ibe)                          | 35' Milner 90+1' Lucas                                     |
| 25 oktober 2015 17:15 Anfield Liverpool                   | Liverpool FC                                               | 1-1                                 | Southampton FC                                                 | Mignolet Clyne, Škrtel, Sakho, Moreno Milner, Lucas, Can Lallana (67' Firmino), Origi (46' Benteke), Coutinho (83' Ibe)          | 85' Milner                                                 |
| 25 oktober 2015 17:15 Anfield Liverpool                   | 77' Benteke                                                | 1-0 1-1                             | 86' Mané                                                       | Mignolet Clyne, Škrtel, Sakho, Moreno Milner, Lucas, Can Lallana (67' Firmino), Origi (46' Benteke), Coutinho (83' Ibe)          | 85' Milner                                                 |
| 31 oktober 2015 13:45 Stamford Bridge Londen              | Chelsea FC                                                 | 1-3                                 | Liverpool FC                                                   | Mignolet Clyne, Škrtel, Sakho, Moreno Milner (64' Benteke), Lucas, Can Lallana (90+1' Lovren), Firmino (76' Ibe), Coutinho       | 24' Coutinho 58' Lucas 65' Can 86' Benteke                 |
| 31 oktober 2015 13:45 Stamford Bridge Londen              | 4' Ramires                                                 | 1-0 1-1 1-2 1-3                     | 45+3' Coutinho 74' Coutinho 83' Benteke                        | Mignolet Clyne, Škrtel, Sakho, Moreno Milner (64' Benteke), Lucas, Can Lallana (90+1' Lovren), Firmino (76' Ibe), Coutinho       | 24' Coutinho 58' Lucas 65' Can 86' Benteke                 |
| 8 november 2015 17:00 Anfield Liverpool                   | Liverpool FC                                               | 1-2                                 | Crystal Palace                                                 | Mignolet Clyne, Škrtel, Sakho (40' Lovren), Moreno Lucas, Can (65' Firmino), Lallana Ibe (87' Origi), Benteke, Coutinho          | 76' Clyne                                                  |
| 8 november 2015 17:00 Anfield Liverpool                   | 42' Coutinho                                               | 0-1 1-1 1-2                         | 21' Bolasie 82' Dann                                           | Mignolet Clyne, Škrtel, Sakho (40' Lovren), Moreno Lucas, Can (65' Firmino), Lallana Ibe (87' Origi), Benteke, Coutinho          | 76' Clyne                                                  |
| 21 november 2015 18:30 Etihad Stadium Manchester          | Manchester City                                            | 1-4                                 | Liverpool FC                                                   | Mignolet Clyne, Škrtel, Lovren, Moreno Milner, Lucas, Can Lallana (90' Touré), Firmino (77' Benteke), Coutinho (68' Ibe)         | 38' Lucas 47' Can 85' Clyne                                |
| 21 november 2015 18:30 Etihad Stadium Manchester          | 44' Agüero                                                 | 0-1 0-2 0-3 1-3 1-4                 | 7' Mangala (own) 23' Coutinho 32' Firmino 81' Škrtel           | Mignolet Clyne, Škrtel, Lovren, Moreno Milner, Lucas, Can Lallana (90' Touré), Firmino (77' Benteke), Coutinho (68' Ibe)         | 38' Lucas 47' Can 85' Clyne                                |
| 29 november 2015 17:15 Anfield Liverpool                  | Liverpool FC                                               | 1-0                                 | Swansea City                                                   | Mignolet Clyne, Škrtel, Lovren, Moreno Milner, Can, Lallana Ibe (90+5' Touré), Benteke (71' Sturridge), Firmino (64' Henderson)  | 25' Milner 65' Škrtel 90+3' Mignolet                       |
| 29 november 2015 17:15 Anfield Liverpool                  | 62' Milner (pen.)                                          | 1-0                                 |                                                                | Mignolet Clyne, Škrtel, Lovren, Moreno Milner, Can, Lallana Ibe (90+5' Touré), Benteke (71' Sturridge), Firmino (64' Henderson)  | 25' Milner 65' Škrtel 90+3' Mignolet                       |
| 6 december 2015 17:00 St. James' Park Newcastle-upon-Tyne | Newcastle United                                           | 2-0                                 | Liverpool FC                                                   | Mignolet Clyne, Škrtel, Lovren, Moreno Lucas, Allen, Firmino (62' Sturridge) Ibe (75' Origi), Benteke (62' Lallana), Milner      | 45' Lucas                                                  |
| 6 december 2015 17:00 St. James' Park Newcastle-upon-Tyne | 69' Škrtel (own) 90+3' Wijnaldum                           | 1-0 2-0                             |                                                                | Mignolet Clyne, Škrtel, Lovren, Moreno Lucas, Allen, Firmino (62' Sturridge) Ibe (75' Origi), Benteke (62' Lallana), Milner      | 45' Lucas                                                  |
| 13 december 2015 17:00 Anfield Liverpool                  | Liverpool FC                                               | 2-2                                 | West Bromwich Albion                                           | Mignolet Clyne, Škrtel, Lovren (79' Origi), Moreno Henderson, Can, Milner Lallana (86' Firmino), Benteke, Coutinho (72' Ibe)     |                                                            |
| 13 december 2015 17:00 Anfield Liverpool                  | 21' Henderson 90+6' Origi                                  | 1-0 1-1 1-2 2-2                     | 20' Dawson 73' Olsson                                          | Mignolet Clyne, Škrtel, Lovren (79' Origi), Moreno Henderson, Can, Milner Lallana (86' Firmino), Benteke, Coutinho (72' Ibe)     |                                                            |
| 20 december 2015 14:30 Vicarage Road Watford              | Watford FC                                                 | 3-0                                 | Liverpool FC                                                   | Bogdán Clyne, Škrtel (41' Origi), Sakho, Moreno Henderson, Lucas, Can Lallana (74' Ibe), Firmino (74' Benteke), Coutinho         |                                                            |
| 20 december 2015 14:30 Vicarage Road Watford              | 3' Aké 15' Ighalo 85' Ighalo                               | 1-0 2-0 3-0                         |                                                                | Bogdán Clyne, Škrtel (41' Origi), Sakho, Moreno Henderson, Lucas, Can Lallana (74' Ibe), Firmino (74' Benteke), Coutinho         |                                                            |
| 26 december 2015 16:00 Anfield Liverpool                  | Liverpool FC                                               | 1-0                                 | Leicester City                                                 | Mignolet Clyne, Lovren, Sakho, Moreno Henderson, Can, Firmino Lallana (90+3' Allen), Origi (38' Benteke), Coutinho (90+1' Lucas) | 45+1' Lallana 52' Can                                      |
| 26 december 2015 16:00 Anfield Liverpool                  | 63' Benteke                                                | 1-0                                 |                                                                | Mignolet Clyne, Lovren, Sakho, Moreno Henderson, Can, Firmino Lallana (90+3' Allen), Origi (38' Benteke), Coutinho (90+1' Lucas) | 45+1' Lallana 52' Can                                      |
| 30 december 2015 20:45 Stadium of Light Sunderland        | Sunderland                                                 | 0-1                                 | Liverpool FC                                                   | Mignolet Clyne, Lovren, Sakho, Moreno Henderson (61' Lucas), Can, Firmino (90+3' Touré) Lallana, Benteke, Coutinho (83' Ibe)     | 19' Benteke 58' Can 77' Moreno                             |
| 30 december 2015 20:45 Stadium of Light Sunderland        |                                                            | 0-1                                 | 46' Benteke                                                    | Mignolet Clyne, Lovren, Sakho, Moreno Henderson (61' Lucas), Can, Firmino (90+3' Touré) Lallana, Benteke, Coutinho (83' Ibe)     | 19' Benteke 58' Can 77' Moreno                             |
| Terugronde                                                |                                                            |                                     |                                                                | |                                                            |
| 2 januari 2016 13:45 Boleyn Ground Londen                 | West Ham United                                            | 2-0                                 | Liverpool FC                                                   | Mignolet Clyne, Lovren, Sakho (82' Allen), Moreno (61' Smith) Lucas, Can, Firmino (61' Lallana) Ibe, Benteke, Coutinho           | 24' Lucas                                                  |
| 2 januari 2016 13:45 Boleyn Ground Londen                 | 10' Antonio 55' Carroll                                    | 1-0 2-0                             |                                                                | Mignolet Clyne, Lovren, Sakho (82' Allen), Moreno (61' Smith) Lucas, Can, Firmino (61' Lallana) Ibe, Benteke, Coutinho           | 24' Lucas                                                  |
| 13 januari 2016 21:00 Anfield Liverpool                   | Liverpool FC                                               | 3-3                                 | Arsenal FC                                                     | Mignolet Clyne, Touré, Sakho, Moreno Henderson, Can (82' Allen), Milner (66' Benteke) Ibe, Firmino, Lallana (88' Caulker)        | 10' Firmino 53' Clyne                                      |
| 13 januari 2016 21:00 Anfield Liverpool                   | 10' Firmino 19' Firmino 90' Allen                          | 1-0 1-1 2-1 2-2 2-3 3-3             | 14' Ramsey 25' Giroud 55' Giroud                               | Mignolet Clyne, Touré, Sakho, Moreno Henderson, Can (82' Allen), Milner (66' Benteke) Ibe, Firmino, Lallana (88' Caulker)        | 10' Firmino 53' Clyne                                      |
| 17 januari 2015 15:05 Anfield Liverpool                   | Liverpool FC                                               | 0-1                                 | Manchester United                                              | Mignolet Clyne, Touré (81' Benteke), Sakho, Moreno Henderson, Lucas, Can Milner (90' Caulker), Firmino, Lallana (76' Ibe)        |                                                            |
| 17 januari 2015 15:05 Anfield Liverpool                   |                                                            | 0-1                                 | 78' Rooney                                                     | Mignolet Clyne, Touré (81' Benteke), Sakho, Moreno Henderson, Lucas, Can Milner (90' Caulker), Firmino, Lallana (76' Ibe)        |                                                            |
| 23 januari 2016 13:45 Carrow Road Norwich                 | Norwich City                                               | 4-5                                 | Liverpool FC                                                   | Mignolet Clyne, Touré, Sakho, Moreno (90' Caulker) Henderson (76' Benteke), Lucas, Can Milner, Firmino, Ibe (59' Lallana)        | 90+5' Lallana                                              |
| 23 januari 2016 13:45 Carrow Road Norwich                 | 29' Mbokani 41' Naismith 54' Hoolahan (pen.) 90+2' Bassong | 0-1 1-1 2-1 3-1 3-2 3-3 3-4 4-4 4-5 | 18' Firmino 55' Henderson 63' Firmino 75' Milner 90+5' Lallana | Mignolet Clyne, Touré, Sakho, Moreno (90' Caulker) Henderson (76' Benteke), Lucas, Can Milner, Firmino, Ibe (59' Lallana)        | 90+5' Lallana                                              |
| 2 februari 2016 20:45 King Power Stadium Leicester        | Leicester City                                             | 2-0                                 | Liverpool FC                                                   | Mignolet Clyne, Lovren, Sakho, Moreno Lucas, Can (75' Allen), Lallana Henderson (66' Benteke), Firmino (87' João Carlos), Milner | 86' Lucas                                                  |
| 2 februari 2016 20:45 King Power Stadium Leicester        | 60' Vardy 71' Vardy                                        | 1-0 2-0                             |                                                                | Mignolet Clyne, Lovren, Sakho, Moreno Lucas, Can (75' Allen), Lallana Henderson (66' Benteke), Firmino (87' João Carlos), Milner | 86' Lucas                                                  |
| 6 februari 2016 16:00 Anfield Liverpool                   | Liverpool FC                                               | 2-2                                 | Sunderland                                                     | Mignolet Clyne, Lovren (12' Touré), Sakho, Moreno Henderson (86' Lucas), Can, Allen (45+2' Ibe) Milner, Firmino, Lallana         | 81' Moreno                                                 |
| 6 februari 2016 16:00 Anfield Liverpool                   | 59' Firmino 70' Lallana                                    | 1-0 2-0 2-1 2-2                     | 82' Johnson 86' Defoe                                          | Mignolet Clyne, Lovren (12' Touré), Sakho, Moreno Henderson (86' Lucas), Can, Allen (45+2' Ibe) Milner, Firmino, Lallana         | 81' Moreno                                                 |
| 14 februari 2016 15:05 Villa Park Birmingham              | Aston Villa                                                | 0-6                                 | Liverpool FC                                                   | Mignolet Clyne, Touré, Sakho, Moreno Milner, Henderson, Can, Coutinho (66' Stewart) Sturridge (62' Origi), Firmino (74' Benteke) | 84' Stewart                                                |
| 14 februari 2016 15:05 Villa Park Birmingham              |                                                            | 0-1 0-2 0-3 0-4 0-5 0-6             | 16' Sturridge 25' Milner 58' Can 63' Origi 65' Clyne 71' Touré | Mignolet Clyne, Touré, Sakho, Moreno Milner, Henderson, Can, Coutinho (66' Stewart) Sturridge (62' Origi), Firmino (74' Benteke) | 84' Stewart                                                |
| 2 maart 2016 21:00 Anfield Liverpool                      | Liverpool FC                                               | 3-0                                 | Manchester City                                                | Mignolet Flanagan, Touré, Lovren, Clyne Milner (88' Ibe), Henderson, Can, Lallana Firmino (75' Allen), Origi (69' Benteke)       |                                                            |
| 2 maart 2016 21:00 Anfield Liverpool                      | 34' Lallana 41' Milner 57' Firmino                         | 1-0 2-0 3-0                         |                                                                | Mignolet Flanagan, Touré, Lovren, Clyne Milner (88' Ibe), Henderson, Can, Lallana Firmino (75' Allen), Origi (69' Benteke)       |                                                            |
| 6 maart 2016 14:30 Selhurst Park Londen                   | Crystal Palace                                             | 1-2                                 | Liverpool FC                                                   | Mignolet Flanagan (61' Coutinho), Lovren, Sakho, Moreno Milner, Henderson, Can, Lallana Firmino (88' Touré), Origi (80' Benteke) | 10' Henderson 40' Milner 62' Milner 86' Moreno             |
| 6 maart 2016 14:30 Selhurst Park Londen                   | 48' Ledley                                                 | 1-0 1-1 1-2                         | 72' Firmino 90+6' Benteke (pen.)                               | Mignolet Flanagan (61' Coutinho), Lovren, Sakho, Moreno Milner, Henderson, Can, Lallana Firmino (88' Touré), Origi (80' Benteke) | 10' Henderson 40' Milner 62' Milner 86' Moreno             |
| 20 maart 2016 14:30 St. Mary's Stadium Southampton        | Southampton FC                                             | 3-2                                 | Liverpool FC                                                   | Mignolet Flanagan, Lovren (46' Škrtel), Sakho, Clyne Lallana, Can, Allen (87' Ojo), Coutinho Origi, Sturridge (70' Benteke)      | 25' Lovren 48' Can 49' Škrtel                              |
| 20 maart 2016 14:30 St. Mary's Stadium Southampton        | 64' Mané 83' Pellè 86' Mané                                | 0-1 0-2 1-2 2-2 3-2                 | 17' Coutinho 22' Sturridge                                     | Mignolet Flanagan, Lovren (46' Škrtel), Sakho, Clyne Lallana, Can, Allen (87' Ojo), Coutinho Origi, Sturridge (70' Benteke)      | 25' Lovren 48' Can 49' Škrtel                              |
| 2 april 2016 18:30 Anfield Liverpool                      | Liverpool FC                                               | 1-1                                 | Tottenham Hotspur                                              | Mignolet Clyne, Lovren, Sakho, Moreno Henderson, Can, Lallana (82' Allen) Milner (90+3' Ibe), Sturridge (72' Origi), Coutinho    | 24' Coutinho 64' Can                                       |
| 2 april 2016 18:30 Anfield Liverpool                      | 51' Coutinho                                               | 1-0 1-1                             | 63' Kane                                                       | Mignolet Clyne, Lovren, Sakho, Moreno Henderson, Can, Lallana (82' Allen) Milner (90+3' Ibe), Sturridge (72' Origi), Coutinho    | 24' Coutinho 64' Can                                       |
| 10 april 2016 17:00 Anfield Liverpool                     | Liverpool FC                                               | 1-1                                 | Stoke City                                                     | Mignolet Clyne, Škrtel, Touré, Moreno Ojo (46' Origi), Milner, Stewart, Allen (78' Lucas) Firmino (63' Lallana), Sturridge       |                                                            |
| 10 april 2016 17:00 Anfield Liverpool                     | 8' Moreno 32' Sturridge 50' Origi 65' Origi                | 1-0 1-1 2-1 3-1 4-1                 | 22' Bojan                                                      | Mignolet Clyne, Škrtel, Touré, Moreno Ojo (46' Origi), Milner, Stewart, Allen (78' Lucas) Firmino (63' Lallana), Sturridge       |                                                            |
| 17 april 2016 14:30 Dean Court Bournemouth                | Bournemouth                                                | 1-2                                 | Liverpool FC                                                   | Ward Randall, Touré (67' Sakho), Lucas, Smith Ojo, Stewart, Allen, Ibe (78' Lallana) Firmino (75' Origi), Sturridge              |                                                            |
| 17 april 2016 14:30 Dean Court Bournemouth                | 90+3' King                                                 | 0-1 0-2 1-2                         | 41' Firmino 45+2' Sturridge                                    | Ward Randall, Touré (67' Sakho), Lucas, Smith Ojo, Stewart, Allen, Ibe (78' Lallana) Firmino (75' Origi), Sturridge              |                                                            |
| 20 april 2016 21:00 Anfield Liverpool                     | Liverpool FC                                               | 4-0                                 | Everton FC                                                     | Mignolet Clyne, Lovren, Sakho, Moreno Milner (81' Ibe), Lucas, Firmino (66' Allen) Lallana, Origi (54' Sturridge), Coutinho      | 8' Milner                                                  |
| 20 april 2016 21:00 Anfield Liverpool                     | 43' Origi 45+2' Sakho 61' Sturridge 76' Coutinho           | 4-0 2-0 3-0 4-0                     |                                                                | Mignolet Clyne, Lovren, Sakho, Moreno Milner (81' Ibe), Lucas, Firmino (66' Allen) Lallana, Origi (54' Sturridge), Coutinho      | 8' Milner                                                  |
| 23 april 2016 16:00 Anfield Liverpool                     | Liverpool FC                                               | 2-2                                 | Newcastle United                                               | Mignolet Randall (71' Coutinho), Lovren, Touré, Moreno Milner, Stewart, Lallana (83' Ojo), Allen (72' Lucas) Firmino, Sturridge  | 53' Milner                                                 |
| 23 april 2016 16:00 Anfield Liverpool                     | 2' Sturridge 30' Lallana                                   | 1-0 2-0 2-1 2-2                     | 48' Cissé 66' Colback                                          | Mignolet Randall (71' Coutinho), Lovren, Touré, Moreno Milner, Stewart, Lallana (83' Ojo), Allen (72' Lucas) Firmino, Sturridge  | 53' Milner                                                 |
| 1 mei 2016 13:00 Liberty Stadium Swansea                  | Swansea City                                               | 3-1                                 | Liverpool FC                                                   | Ward Clyne, Škrtel, Lovren, Smith Chirivella (46' Lucas), Stewart, Coutinho (46' Benteke) Ojo, Sturridge, Ibe (80' Brannagan)    | 27' Smith 39' Clyne 76' Smith 77' Škrtel                   |
| 1 mei 2016 13:00 Liberty Stadium Swansea                  | 20' Ayew 33' Cork 67' Ayew                                 | 1-0 2-0 2-1 3-1                     | 65' Benteke                                                    | Ward Clyne, Škrtel, Lovren, Smith Chirivella (46' Lucas), Stewart, Coutinho (46' Benteke) Ojo, Sturridge, Ibe (80' Brannagan)    | 27' Smith 39' Clyne 76' Smith 77' Škrtel                   |
| 8 mei 2016 17:00 Anfield Liverpool                        | Liverpool FC                                               | 2-0                                 | Watford FC                                                     | Mignolet Flanagan, Škrtel, Lucas, Moreno (88' Randall) Allen, Stewart, Ojo Ojo (78' Brannagan), Benteke, Coutinho (61' Firmino)  | 63' Flanagan                                               |
| 8 mei 2016 17:00 Anfield Liverpool                        | 35' Allen 76' Firmino                                      | 1-0 2-0                             |                                                                | Mignolet Flanagan, Škrtel, Lucas, Moreno (88' Randall) Allen, Stewart, Ojo Ojo (78' Brannagan), Benteke, Coutinho (61' Firmino)  | 63' Flanagan                                               |
| 11 mei 2016 21:00 Anfield Liverpool                       | Liverpool FC                                               | 1-1                                 | Chelsea FC                                                     | Mignolet Clyne, Lovren, Touré (88' Ojo), Moreno Milner (75' Allen), Can, Firmino Lallana (75' Benteke), Sturridge, Coutinho      | 44' Can 48' Touré 73' Milner                               |
| 11 mei 2016 21:00 Anfield Liverpool                       | 90+2' Benteke                                              | 0-1 1-1                             | 32' Hazard                                                     | Mignolet Clyne, Lovren, Touré (88' Ojo), Moreno Milner (75' Allen), Can, Firmino Lallana (75' Benteke), Sturridge, Coutinho      | 44' Can 48' Touré 73' Milner                               |
| 15 mei 2016 16:00 The Hawthorns West Bromwich             | West Bromwich Albion                                       | 1-1                                 | Liverpool FC                                                   | Bogdán Flanagan, Škrtel, Lucas, Smith Brannagan, Stewart, Allen (64' Henderson) Ibe (64' Ings), Benteke, Ojo (81' Canós)         | 40' Smith                                                  |
| 15 mei 2016 16:00 The Hawthorns West Bromwich             | 13' Rondón                                                 | 1-0 1-1                             | 23' Ibe                                                        | Bogdán Flanagan, Škrtel, Lucas, Smith Brannagan, Stewart, Allen (64' Henderson) Ibe (64' Ings), Benteke, Ojo (81' Canós)         | 40' Smith                                                  |

### Overzicht
| Speeldag  | 1 | 2 | 3 | 4 | 5  | 6  | 7  | 8  | 9  | 10 | 11 | 12 | 13 | 14 | 15 | 16 | 17 | 18 | 19 | 20 | 21 | 22 | 23 | 24 | 25 | 26 | 27 | 28 | 29 | 30 | 31 | 32 | 33 | 34 | 35 | 36 | 37 | 38 |
| --------- | - | - | - | - | -- | -- | -- | -- | -- | -- | -- | -- | -- | -- | -- | -- | -- | -- | -- | -- | -- | -- | -- | -- | -- | -- | -- | -- | -- | -- | -- | -- | -- | -- | -- | -- | -- | -- |
| Resultaat | w | w | g | v | v  | g  | w  | g  | g  | g  | w  | v  | w  | w  | v  | g  | v  | w  | w  | v  | g  | v  | w  | v  | g  | w  | w  | w  | v  | g  | w  | w  | w  | g  | v  | w  | g  | g  |
| Punten    | 3 | 6 | 7 | 7 | 7  | 8  | 11 | 12 | 13 | 14 | 17 | 17 | 20 | 23 | 23 | 24 | 24 | 27 | 30 | 30 | 31 | 31 | 34 | 34 | 35 | 38 | 41 | 44 | 44 | 45 | 48 | 51 | 54 | 55 | 55 | 58 | 59 | 60 |
| Positie   | 6 | 3 | 3 | 7 | 10 | 13 | 9  | 10 | 10 | 9  | 8  | 10 | 9  | 6  | 8  | 9  | 9  | 8  | 7  | 8  | 9  | 9  | 7  | 8  | 9  | 8  | 8  | 7  | 9  | 9  | 8  | 8  | 7  | 7  | 8  | 8  | 8  | 8  |

### Klassement
|    |    |                      | P  | W  | G  | V  | +  | -  | DS  | Ptn |
| -- | -- | -------------------- | -- | -- | -- | -- | -- | -- | --- | --- |
| K  | 1  | Leicester City       | 38 | 23 | 12 | 3  | 68 | 36 | +32 | 81  |
| CL | 2  | Arsenal              | 38 | 20 | 11 | 7  | 65 | 36 | +29 | 71  |
| CL | 3  | Tottenham Hotspur    | 38 | 19 | 13 | 6  | 69 | 35 | +34 | 70  |
| CL | 4  | Manchester City      | 38 | 19 | 9  | 10 | 71 | 41 | +30 | 66  |
| EL | 5  | Manchester United    | 38 | 19 | 9  | 10 | 49 | 35 | +14 | 66  |
|    | 6  | Southampton          | 38 | 18 | 9  | 11 | 59 | 41 | +18 | 63  |
|    | 7  | West Ham United      | 38 | 16 | 14 | 8  | 65 | 51 | +14 | 62  |
|    | 8  | Liverpool            | 38 | 16 | 12 | 10 | 63 | 50 | +13 | 60  |
|    | 9  | Stoke City           | 38 | 14 | 9  | 15 | 41 | 55 | −14 | 51  |
|    | 10 | Chelsea              | 38 | 12 | 14 | 12 | 59 | 53 | +6  | 50  |
|    | 11 | Everton              | 38 | 11 | 14 | 13 | 59 | 55 | +4  | 47  |
|    | 12 | Swansea City         | 38 | 12 | 11 | 15 | 42 | 52 | −10 | 47  |
|    | 13 | Watford              | 38 | 12 | 9  | 17 | 40 | 50 | −10 | 45  |
|    | 14 | West Bromwich Albion | 38 | 10 | 13 | 15 | 34 | 48 | −14 | 43  |
|    | 15 | Crystal Palace       | 38 | 11 | 9  | 18 | 39 | 51 | −12 | 42  |
|    | 16 | Bournemouth          | 38 | 11 | 9  | 18 | 45 | 67 | −22 | 42  |
|    | 17 | Sunderland           | 38 | 9  | 12 | 17 | 48 | 62 | −14 | 39  |
| D  | 18 | Newcastle United     | 38 | 9  | 10 | 19 | 44 | 65 | −21 | 37  |
| D  | 19 | Norwich City         | 38 | 9  | 7  | 22 | 39 | 67 | −28 | 34  |
| D  | 20 | Aston Villa          | 38 | 3  | 8  | 27 | 27 | 76 | −49 | 17  |

## FA Cup
| FA Cup                                     |                                |                 |                        | |             |
| Wedstrijddetails                           | Thuisploeg                     | Uitslag         | Uitploeg               | Opstelling | Kaarten     |
| 1/32 finale                                |                                |                 |                        | |             |
| 8 januari 2016 20:55 St James Park Exeter  | Exeter City (IV)               | 2-2             | Liverpool FC           | Bogdán Randall, Ilori (77' Maguire), Enriqué, Smith Kent (67' Chirivella), Brannagan, Stewart, João Carlos Sinclair (71' Ojo), Benteke   |             |
| 8 januari 2016 20:55 St James Park Exeter  | 9' Nichols 45+1' Holmes        | 1-0 1-1 2-1 2-2 | 12' Sinclair 73' Smith | Bogdán Randall, Ilori (77' Maguire), Enriqué, Smith Kent (67' Chirivella), Brannagan, Stewart, João Carlos Sinclair (71' Ojo), Benteke   |             |
| Replay – 1/32 finale                       |                                |                 |                        | |             |
| 20 januari 2016 21:00 Anfield Liverpool    | Liverpool FC                   | 3-0             | Exeter City (IV)       | Mignolet Randall (51' Flanagan), Ilori, Enriqué, Smith Brannagan, Stewart, Allen (65' Ojo) Ibe (79' Chirivella), Benteke, João Carlos    |             |
| 20 januari 2016 21:00 Anfield Liverpool    | 11' Allen 75' Ojo 83' Teixeira | 1-0 2-0 3-0     |                        | Mignolet Randall (51' Flanagan), Ilori, Enriqué, Smith Brannagan, Stewart, Allen (65' Ojo) Ibe (79' Chirivella), Benteke, João Carlos    |             |
| 1/16 finale                                |                                |                 |                        | |             |
| 30 januari 2016 18:30 Anfield Liverpool    | Liverpool FC                   | 0-0             | West Ham United        | Mignolet Clyne, Caulker, Lovren, Smith Brannagan (86' Sinclair), Stewart, Allen Ibe (80' Ojo), Benteke, João Carlos (90' Enrique)        | 54' Lovren  |
| 30 januari 2016 18:30 Anfield Liverpool    |                                |                 |                        | Mignolet Clyne, Caulker, Lovren, Smith Brannagan (86' Sinclair), Stewart, Allen Ibe (80' Ojo), Benteke, João Carlos (90' Enrique)        | 54' Lovren  |
| Replay – 1/16 finale                       |                                |                 |                        | |             |
| 9 februari 2016 20:45 Boleyn Ground Londen | West Ham United                | 2-1             | Liverpool FC           | Mignolet Flanagan, Ilori, Lucas, Smith Chirivella (101' Milner), Stewart, João Carlos (59' Origi) Ibe, Benteke, Coutinho (59' Sturridge) | 26' Stewart |
| 9 februari 2016 20:45 Boleyn Ground Londen | 45' Antonio 120+1' Ogbonna     | 1-0 1-1 2-1     | 48' Coutinho           | Mignolet Flanagan, Ilori, Lucas, Smith Chirivella (101' Milner), Stewart, João Carlos (59' Origi) Ibe, Benteke, Coutinho (59' Sturridge) | 26' Stewart |

## League Cup
| League Cup                                            |                |                             |                                                                   | |                                                        |
| Wedstrijddetails                                      | Thuisploeg     | Uitslag                     | Uitploeg                                                          | Opstelling | Kaarten                                                |
| 1/16 finale                                           |                |                             |                                                                   | |                                                        |
| 23 september 2015 21:00 Anfield Liverpool             | Liverpool FC   | 1-1 (3-2)                   | Carlisle United (IV)                                              | Bogdán Can, Škrtel, Lovren Clyne (86' Ibe), Milner, Allen (64' Coutinho), Moreno Firmino (35' Origi), Ings, Lallana Strafschoppen: Milner, Can, Lallana, Coutinho, Ings                         | 90+2' Origi                                            |
| 23 september 2015 21:00 Anfield Liverpool             | 23' Ings       | 1-0 1-1                     | 34' Asamoah                                                       | Bogdán Can, Škrtel, Lovren Clyne (86' Ibe), Milner, Allen (64' Coutinho), Moreno Firmino (35' Origi), Ings, Lallana Strafschoppen: Milner, Can, Lallana, Coutinho, Ings                         | 90+2' Origi                                            |
| 1/8 finale                                            |                |                             |                                                                   | |                                                        |
| 28 oktober 2015 20:45 Anfield Liverpool               | Liverpool FC   | 1-0                         | Bournemouth                                                       | Bogdán Randall, Touré (33' Škrtel), Lovren, Clyne Brannagan (65' Lucas), Allen, Firmino (87' Lallana) Ibe, Origi, João Carlos                                                                   | 61' Allen                                              |
| 28 oktober 2015 20:45 Anfield Liverpool               | 17' Clyne      | 1-0                         |                                                                   | Bogdán Randall, Touré (33' Škrtel), Lovren, Clyne Brannagan (65' Lucas), Allen, Firmino (87' Lallana) Ibe, Origi, João Carlos                                                                   | 61' Allen                                              |
| Kwartfinale                                           |                |                             |                                                                   | |                                                        |
| 2 december 2015 20:45 St. Mary's Stadium Southampton  | Southampton FC | 1-6                         | Liverpool FC                                                      | Bogdán Randall, Škrtel, Lovren, Moreno (77' Smith) Can, Lucas, Lallana, Allen (74' Henderson) Sturridge (59' Ibe), Origi                                                                        | 8' Randall 65' Can                                     |
| 2 december 2015 20:45 St. Mary's Stadium Southampton  | 1' Mané        | 1-0 1-1 1-2 1-3 1-4 1-5 1-6 | 25' Sturridge 29' Sturridge 45' Origi 68' Origi 73' Ibe 86' Origi | Bogdán Randall, Škrtel, Lovren, Moreno (77' Smith) Can, Lucas, Lallana, Allen (74' Henderson) Sturridge (59' Ibe), Origi                                                                        | 8' Randall 65' Can                                     |
| Halve finale                                          |                |                             |                                                                   | |                                                        |
| 5 januari 2015 21:00 Britannia Stadium Stoke-on-Trent | Stoke City     | 0-1                         | Liverpool FC                                                      | Mignolet Clyne, Touré, Lovren (34' Milner), Moreno Can, Lucas, Allen (79' Benteke) Lallana, Firmino, Coutinho (18' Coutinho)                                                                    | 73' Mignolet                                           |
| 5 januari 2015 21:00 Britannia Stadium Stoke-on-Trent |                | 0-1                         | 37' Ibe                                                           | Mignolet Clyne, Touré, Lovren (34' Milner), Moreno Can, Lucas, Allen (79' Benteke) Lallana, Firmino, Coutinho (18' Coutinho)                                                                    | 73' Mignolet                                           |
| 26 januari 2016 20:45 Anfield Liverpool               | Liverpool FC   | 0-1 (6-5)                   | Stoke City                                                        | Mignolet Flanagan (105' Ibe), Touré (85' Allen), Sakho, Moreno Henderson (58' Benteke), Lucas, Can Milner, Firmino, Lallana Strafschoppen: Lallana, Can, Benteke, Firmino, Milner, Lucas, Allen | 87' Flanagan 90+2' Allen                               |
| 26 januari 2016 20:45 Anfield Liverpool               |                | 0-1                         | 45+1' Arnautović                                                  | Mignolet Flanagan (105' Ibe), Touré (85' Allen), Sakho, Moreno Henderson (58' Benteke), Lucas, Can Milner, Firmino, Lallana Strafschoppen: Lallana, Can, Benteke, Firmino, Milner, Lucas, Allen | 87' Flanagan 90+2' Allen                               |
| Finale                                                |                |                             |                                                                   | |                                                        |
| 28 februari 2016 17:30 Wembley Stadium Londen         | Liverpool FC   | 1-1 (1-3)                   | Manchester City                                                   | Mignolet Clyne, Lucas, Sakho (25' Touré), Moreno (72' Lallana) Henderson, Can, Firmino (80' Origi) Milner, Sturridge, Coutinho Strafschoppen: Can, Lucas, Coutinho, Lallana                     | 53' Clyne 65' Moreno 84' Coutinho 85' Can 118' Lallana |
| 28 februari 2016 17:30 Wembley Stadium Londen         | 83' Coutinho   | 0-1 1-1                     | 49' Fernandinho                                                   | Mignolet Clyne, Lucas, Sakho (25' Touré), Moreno (72' Lallana) Henderson, Can, Firmino (80' Origi) Milner, Sturridge, Coutinho Strafschoppen: Can, Lucas, Coutinho, Lallana                     | 53' Clyne 65' Moreno 84' Coutinho 85' Can 118' Lallana |

## UEFA Europa League
| UEFA Europa League                                      |                                               |                             |                                      | |                                      |
| Wedstrijddetails                                        | Thuisploeg                                    | Uitslag                     | Uitploeg                             | Opstelling | Kaarten                              |
| Groepsfase                                              |                                               |                             |                                      | |                                      |
| 17 september 2015 19:00 Nouveau Stade Bordeaux Bordeaux | Girondins Bordeaux                            | 1-1                         | Liverpool FC                         | Mignolet Gomez, Touré (28' Chirivella), Sakho Ibe, Rossiter (80' Brannagan), Can, Moreno Lallana, Origi (73' Ings), Coutinho      | 12' Touré                            |
| 17 september 2015 19:00 Nouveau Stade Bordeaux Bordeaux | 81' Jussiê                                    | 0-1 1-1                     | 65' Lallana                          | Mignolet Gomez, Touré (28' Chirivella), Sakho Ibe, Rossiter (80' Brannagan), Can, Moreno Lallana, Origi (73' Ings), Coutinho      | 12' Touré                            |
| 1 oktober 2015 21:05 Anfield Liverpool                  | Liverpool FC                                  | 1-1                         | FC Sion                              | Mignolet Can, Touré (76' Sakho), Gomez Clyne (46' Moreno), Rossiter, Lallana, Allen, Ibe Ings (61' Coutinho), Origi               | 81' Moreno                           |
| 1 oktober 2015 21:05 Anfield Liverpool                  | 4' Lallana                                    | 1-0 1-1                     | 17' Assifuah                         | Mignolet Can, Touré (76' Sakho), Gomez Clyne (46' Moreno), Rossiter, Lallana, Allen, Ibe Ings (61' Coutinho), Origi               | 81' Moreno                           |
| 22 oktober 2015 21:05 Anfield Liverpool                 | Liverpool FC                                  | 1-1                         | Roebin Kazan                         | Mignolet Clyne, Škrtel, Sakho, Moreno Milner, Allen (46' Lucas), Can Lallana, Origi (74' Firmino), Coutinho (63' Benteke)         | 35' Škrtel 41' Allen                 |
| 22 oktober 2015 21:05 Anfield Liverpool                 | 37' Can                                       | 0-1 1-1                     | 15' Dević                            | Mignolet Clyne, Škrtel, Sakho, Moreno Milner, Allen (46' Lucas), Can Lallana, Origi (74' Firmino), Coutinho (63' Benteke)         | 35' Škrtel 41' Allen                 |
| 5 november 2015 19:00 Centraal Stadion Kazan            | Roebin Kazan                                  | 0-1                         | Liverpool FC                         | Mignolet Clyne, Lovren, Sakho, Moreno Can (90+3' Škrtel), Allen, Firmino (81' Lucas) Ibe, Benteke, Milner (61' Lallana)           | 76' Lovren                           |
| 5 november 2015 19:00 Centraal Stadion Kazan            |                                               | 0-1                         | 52' Ibe                              | Mignolet Clyne, Lovren, Sakho, Moreno Can (90+3' Škrtel), Allen, Firmino (81' Lucas) Ibe, Benteke, Milner (61' Lallana)           | 76' Lovren                           |
| 26 november 2015 21:05 Anfield Liverpool                | Liverpool FC                                  | 2-1                         | Girondins Bordeaux                   | Mignolet Clyne, Touré, Lovren, Moreno Milner, Lucas, Allen (67' Can) Ibe (90+2' Origi), Benteke, Firmino (74' Lallana)            | 60' Lucas 62' Ibe 85' Benteke        |
| 26 november 2015 21:05 Anfield Liverpool                | 38' Milner (pen.) 45+1' Benteke               | 0-1 1-1 2-1                 | 33' Saivet                           | Mignolet Clyne, Touré, Lovren, Moreno Milner, Lucas, Allen (67' Can) Ibe (90+2' Origi), Benteke, Firmino (74' Lallana)            | 60' Lucas 62' Ibe 85' Benteke        |
| 10 december 2015 19:00 Stade de Tourbillon Sion         | FC Sion                                       | 0-0                         | Liverpool FC                         | Mignolet Clyne, Touré, Lovren, Smith Henderson (77' Rossiter), Can, Milner (61' Coutinho) Lallana, Origi, Firmino (90' Brannagan) | 82' Clyne                            |
| 10 december 2015 19:00 Stade de Tourbillon Sion         |                                               |                             |                                      | Mignolet Clyne, Touré, Lovren, Smith Henderson (77' Rossiter), Can, Milner (61' Coutinho) Lallana, Origi, Firmino (90' Brannagan) | 82' Clyne                            |
| 1/16 finale                                             |                                               |                             |                                      | |                                      |
| 18 februari 2016 21:05 WWK ARENA Augsburg               | FC Augsburg                                   | 0-0                         | Liverpool FC                         | Mignolet Clyne, Touré, Sakho, Moreno Milner (81' Ibe), Henderson, Can, Coutinho Firmino, Sturridge (68' Origi)                    | 77' Moreno                           |
| 18 februari 2016 21:05 WWK ARENA Augsburg               |                                               |                             |                                      | Mignolet Clyne, Touré, Sakho, Moreno Milner (81' Ibe), Henderson, Can, Coutinho Firmino, Sturridge (68' Origi)                    | 77' Moreno                           |
| 25 februari 2016 19:00 Anfield Liverpool                | Liverpool FC                                  | 1-0                         | FC Augsburg                          | Mignolet Clyne, Lucas, Sakho, Moreno Milner, Henderson, Can, Coutinho (80' João Carlos) Firmino, Sturridge (66' Origi)            | 57' Firmino                          |
| 25 februari 2016 19:00 Anfield Liverpool                | 5' Milner (pen.)                              | 1-0                         |                                      | Mignolet Clyne, Lucas, Sakho, Moreno Milner, Henderson, Can, Coutinho (80' João Carlos) Firmino, Sturridge (66' Origi)            | 57' Firmino                          |
| 1/8 finale                                              |                                               |                             |                                      | |                                      |
| 10 maart 2016 21:05 Anfield Liverpool                   | Liverpool FC                                  | 2-0                         | Manchester United                    | Mignolet Clyne, Lovren, Sakho, Moreno Henderson, Can, Firmino (84' Origi) Lallana, Sturridge (64' Allen), Coutinho                | 2' Henderson 43' Lovren 49' Coutinho |
| 10 maart 2016 21:05 Anfield Liverpool                   | 20' Sturridge (pen.) 73' Firmino              | 1-0 2-0                     |                                      | Mignolet Clyne, Lovren, Sakho, Moreno Henderson, Can, Firmino (84' Origi) Lallana, Sturridge (64' Allen), Coutinho                | 2' Henderson 43' Lovren 49' Coutinho |
| 17 maart 2016 21:05 Old Trafford Manchester             | Manchester United                             | 1-1                         | Liverpool FC                         | Mignolet Clyne, Lovren, Sakho, Milner Henderson (71' Allen), Can, Firmino (85' Benteke) Lallana, Sturridge (68' Origi), Coutinho  | 42' Coutinho 51' Clyne 83' Firmino   |
| 17 maart 2016 21:05 Old Trafford Manchester             | 32' Martial (pen.)                            | 1-0 1-1                     | 45' Coutinho                         | Mignolet Clyne, Lovren, Sakho, Milner Henderson (71' Allen), Can, Firmino (85' Benteke) Lallana, Sturridge (68' Origi), Coutinho  | 42' Coutinho 51' Clyne 83' Firmino   |
| Kwartfinale                                             |                                               |                             |                                      | |                                      |
| 7 april 2016 21:05 Signal Iduna Park Dortmund           | Borussia Dortmund                             | 1-1                         | Liverpool FC                         | Mignolet Clyne, Lovren, Sakho, Moreno Henderson (46' Allen), Can, Milner Lallana (77' Firmino), Origi (84' Sturridge), Coutinho   | 9' Can 44' Lallana                   |
| 7 april 2016 21:05 Signal Iduna Park Dortmund           | 48' Hummels                                   | 0-1 1-1                     | 36' Origi                            | Mignolet Clyne, Lovren, Sakho, Moreno Henderson (46' Allen), Can, Milner Lallana (77' Firmino), Origi (84' Sturridge), Coutinho   | 9' Can 44' Lallana                   |
| 14 april 2016 21:05 Anfield Liverpool                   | Liverpool FC                                  | 4-3                         | Borussia Dortmund                    | Mignolet Clyne, Lovren, Sakho, Moreno Milner, Can (80' Lucas), Firmino (62' Sturridge) Lallana (62' Allen), Origi, Coutinho       | 90+2' Sakho                          |
| 14 april 2016 21:05 Anfield Liverpool                   | 48' Origi 66' Coutinho 77' Sakho 90+1' Lovren | 0-1 0-2 1-2 1-3 2-3 3-3 4-3 | 5' Mkhitaryan 9' Aubameyang 57' Reus | Mignolet Clyne, Lovren, Sakho, Moreno Milner, Can (80' Lucas), Firmino (62' Sturridge) Lallana (62' Allen), Origi, Coutinho       | 90+2' Sakho                          |
| Halve finale                                            |                                               |                             |                                      | |                                      |
| 28 april 2016 21:05 Estadio El Madrigal Villarreal      | Villarreal CF                                 | 1-0                         | Liverpool FC                         | Mignolet Clyne, Lovren, Touré, Moreno Milner, Lucas, Allen Lallana, Firmino (90' Benteke), Coutinho (46' Ibe)                     |                                      |
| 28 april 2016 21:05 Estadio El Madrigal Villarreal      | 90+2' Adrián                                  | 1-0                         |                                      | Mignolet Clyne, Lovren, Touré, Moreno Milner, Lucas, Allen Lallana, Firmino (90' Benteke), Coutinho (46' Ibe)                     |                                      |
| 5 mei 2016 21:05 Anfield Liverpool                      | Liverpool FC                                  | 3-0                         | Villarreal CF                        | Mignolet Clyne, Lovren, Touré, Moreno Milner, Can, Firmino (89' Benteke) Lallana, Sturridge (90+2' Lucas), Coutinho (82' Allen)   | 35' Clyne                            |
| 5 mei 2016 21:05 Anfield Liverpool                      | 7' Soriano (own) 63' Sturridge 81' Lallana    | 1-0 2-0 3-0                 |                                      | Mignolet Clyne, Lovren, Touré, Moreno Milner, Can, Firmino (89' Benteke) Lallana, Sturridge (90+2' Lucas), Coutinho (82' Allen)   | 35' Clyne                            |
| Finale                                                  |                                               |                             |                                      | |                                      |
| 18 mei 2016 20:45 St. Jakob Park Bazel                  | Liverpool FC                                  | 1-3                         | Sevilla FC                           | Mignolet Clyne, Lovren, Touré (83' Benteke), Moreno Milner, Can, Firmino (69' Origi) Lallana (73' Allen), Sturridge, Coutinho     | 30' Lovren 72' Origi 90+4' Clyne     |
| 18 mei 2016 20:45 St. Jakob Park Bazel                  | 35' Sturridge                                 | 1-0 1-1 1-2 1-3             | 46' Gameiro 64' Coke 70' Coke        | Mignolet Clyne, Lovren, Touré (83' Benteke), Moreno Milner, Can, Firmino (69' Origi) Lallana (73' Allen), Sturridge, Coutinho     | 30' Lovren 72' Origi 90+4' Clyne     |

### Groepsfase Europa League
| Groep J | Groep J               | Groep J | Groep J | Groep J | Groep J | Groep J | Groep J | Groep J | Groep J |
|         |                       | P       | W       | G       | V       | +       | -       | DS      | Ptn     |
| ------- | --------------------- | ------- | ------- | ------- | ------- | ------- | ------- | ------- | ------- |
| 1.      | Liverpool FC          | 6       | 2       | 4       | 0       | 6       | 4       | +2      | 10      |
| 2.      | FC Sion               | 6       | 2       | 3       | 1       | 5       | 5       | 0       | 9       |
| 3.      | Roebin Kazan          | 6       | 1       | 3       | 2       | 6       | 6       | 0       | 6       |
| 4.      | Girondins de Bordeaux | 6       | 0       | 4       | 2       | 5       | 7       | −2      | 4       |

## Statistieken
De speler met de meeste wedstrijden is in het groen aangeduid, de speler met de meeste doelpunten in het geel.
| Nr. | Naam              | Premier League | Premier League | FA Cup | FA Cup | League Cup | League Cup | Europa League | Europa League | Totaal | Totaal |
| Nr. | Naam              | Wed            | Goals          | Wed    | Goals  | Wed        | Goals      | Wed           | Goals         | Wed    | Goals  |
| --- | ----------------- | -------------- | -------------- | ------ | ------ | ---------- | ---------- | ------------- | ------------- | ------ | ------ |
| 2.  | Nathaniel Clyne   | 33             | 1              | 1      | 0      | 4          | 1          | 14            | 0             | 52     | 2      |
| 3.  | José Enrique      | 0              | 0              | 3      | 0      | 0          | 0          | 0             | 0             | 3      | 0      |
| 4.  | Kolo Touré        | 14             | 1              | 0      | 0      | 4          | 0          | 8             | 0             | 26     | 1      |
| 6.  | Dejan Lovren      | 24             | 0              | 1      | 0      | 4          | 0          | 10            | 1             | 39     | 1      |
| 7.  | James Milner      | 28             | 5              | 1      | 0      | 4          | 0          | 12            | 2             | 45     | 7      |
| 9.  | Christian Benteke | 29             | 9              | 4      | 0      | 2          | 0          | 7             | 1             | 42     | 10     |
| 10. | Philippe Coutinho | 26             | 8              | 1      | 1      | 3          | 1          | 13            | 2             | 43     | 12     |
| 11. | Roberto Firmino   | 31             | 10             | 0      | 0      | 5          | 0          | 13            | 1             | 49     | 11     |
| 12. | Joe Gomez         | 5              | 0              | 0      | 0      | 0          | 0          | 2             | 0             | 7      | 0      |
| 14. | Jordan Henderson  | 17             | 2              | 0      | 0      | 3          | 0          | 6             | 0             | 26     | 2      |
| 15. | Daniel Sturridge  | 14             | 8              | 1      | 0      | 2          | 2          | 8             | 3             | 25     | 13     |
| 17. | Mamadou Sakho     | 22             | 1              | 0      | 0      | 2          | 0          | 10            | 1             | 34     | 2      |
| 18. | Alberto Moreno    | 32             | 1              | 0      | 0      | 5          | 0          | 13            | 0             | 50     | 1      |
| 19. | Steven Caulker    | 3              | 0              | 1      | 0      | 0          | 0          | 0             | 0             | 4      | 0      |
| 20. | Adam Lallana      | 30             | 4              | 0      | 0      | 6          | 0          | 13            | 3             | 49     | 7      |
| 21. | Lucas             | 27             | 0              | 1      | 0      | 5          | 0          | 7             | 0             | 40     | 0      |
| 22. | Simon Mignolet    | 34             | 0              | 3      | 0      | 3          | 0          | 15            | 0             | 55     | 0      |
| 23. | Emre Can          | 30             | 1              | 0      | 0      | 5          | 0          | 14            | 1             | 49     | 2      |
| 24. | Joe Allen         | 19             | 2              | 2      | 1      | 5          | 0          | 11            | 0             | 37     | 3      |
| 26. | Tiago Ilori       | 0              | 0              | 3      | 0      | 0          | 0          | 0             | 0             | 3      | 0      |
| 27. | Divock Origi      | 16             | 5              | 1      | 0      | 4          | 3          | 12            | 2             | 33     | 10     |
| 28. | Danny Ings        | 6              | 2              | 0      | 0      | 1          | 1          | 2             | 0             | 9      | 3      |
| 32. | Cameron Brannagan | 3              | 0              | 3      | 0      | 1          | 0          | 2             | 0             | 9      | 0      |
| 33. | Jordon Ibe        | 27             | 1              | 3      | 0      | 5          | 2          | 6             | 1             | 41     | 4      |
| 34. | Ádám Bogdán       | 2              | 0              | 1      | 0      | 3          | 0          | 0             | 0             | 6      | 0      |
| 35. | Kevin Stewart     | 7              | 0              | 4      | 0      | 0          | 0          | 0             | 0             | 11     | 0      |
| 37. | Martin Škrtel     | 22             | 1              | 0      | 0      | 3          | 0          | 2             | 0             | 27     | 1      |
| 38. | Jon Flanagan      | 5              | 0              | 2      | 0      | 1          | 0          | 0             | 0             | 8      | 0      |
| 40. | Ryan Kent         | 0              | 0              | 1      | 0      | 0          | 0          | 0             | 0             | 1      | 0      |
| 44. | Brad Smith        | 4              | 0              | 4      | 1      | 1          | 0          | 1             | 0             | 10     | 1      |
| 46. | Jordan Rossiter   | 1              | 0              | 0      | 0      | 0          | 0          | 3             | 0             | 4      | 0      |
| 48. | Jerome Sinclair   | 0              | 0              | 2      | 1      | 0          | 0          | 0             | 0             | 2      | 1      |
| 52. | Danny Ward        | 2              | 0              | 0      | 0      | 0          | 0          | 0             | 0             | 2      | 0      |
| 53. | João Carlos       | 1              | 0              | 4      | 1      | 1          | 0          | 1             | 0             | 7      | 1      |
| 54. | Sheyi Ojo         | 8              | 0              | 3      | 1      | 0          | 0          | 0             | 0             | 11     | 1      |
| 56. | Connor Randall    | 3              | 0              | 2      | 0      | 2          | 0          | 0             | 0             | 7      | 0      |
| 57. | Joe Maguire       | 0              | 0              | 1      | 0      | 0          | 0          | 0             | 0             | 1      | 0      |
| 64. | Sergi Canós       | 1              | 0              | 0      | 0      | 0          | 0          | 0             | 0             | 1      | 0      |
| 68. | Pedro Chirivella  | 1              | 0              | 3      | 0      | 0          | 0          | 1             | 0             | 5      | 0      |

## Afbeeldingen

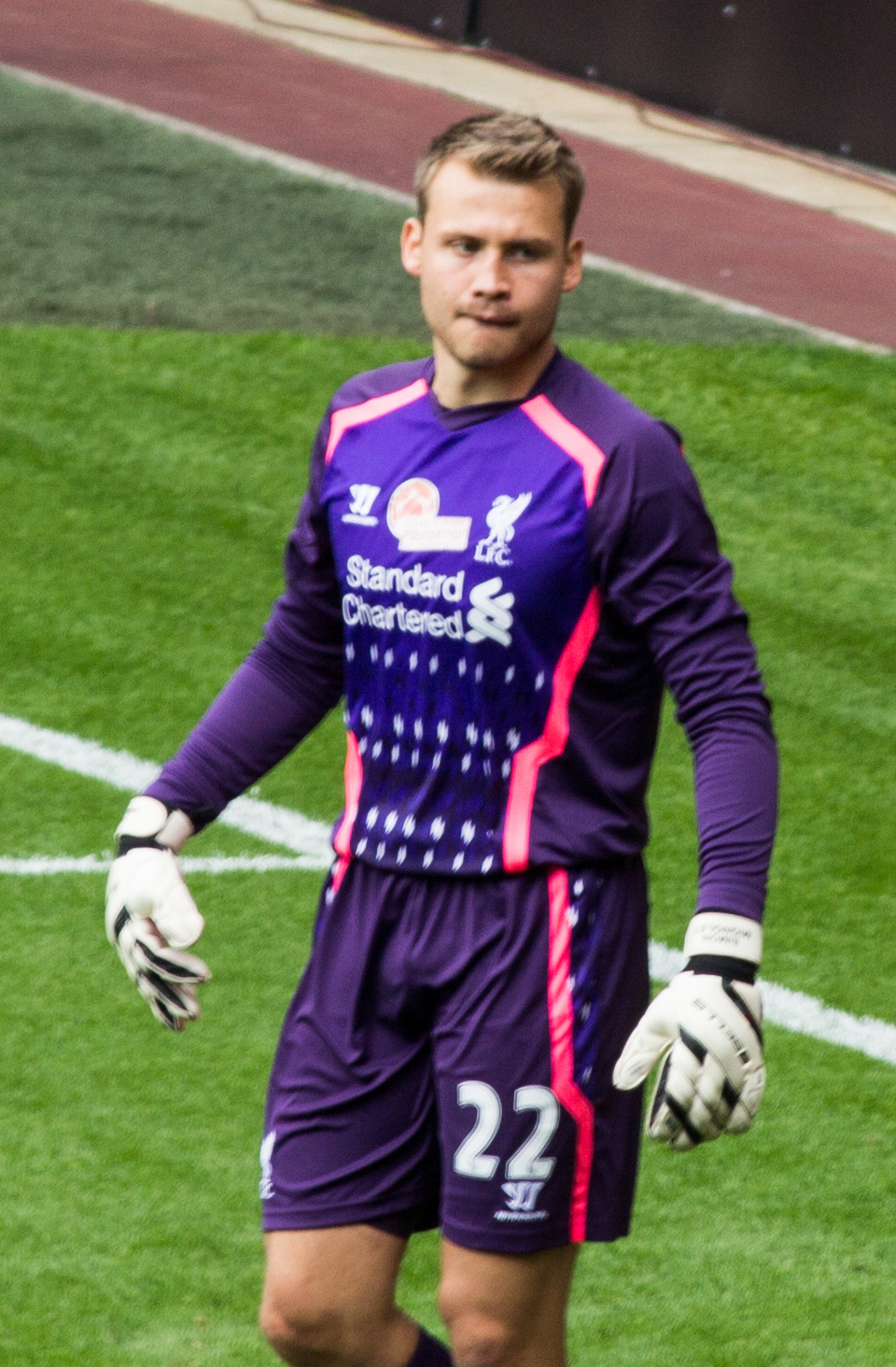
Simon Mignolet (doelman)
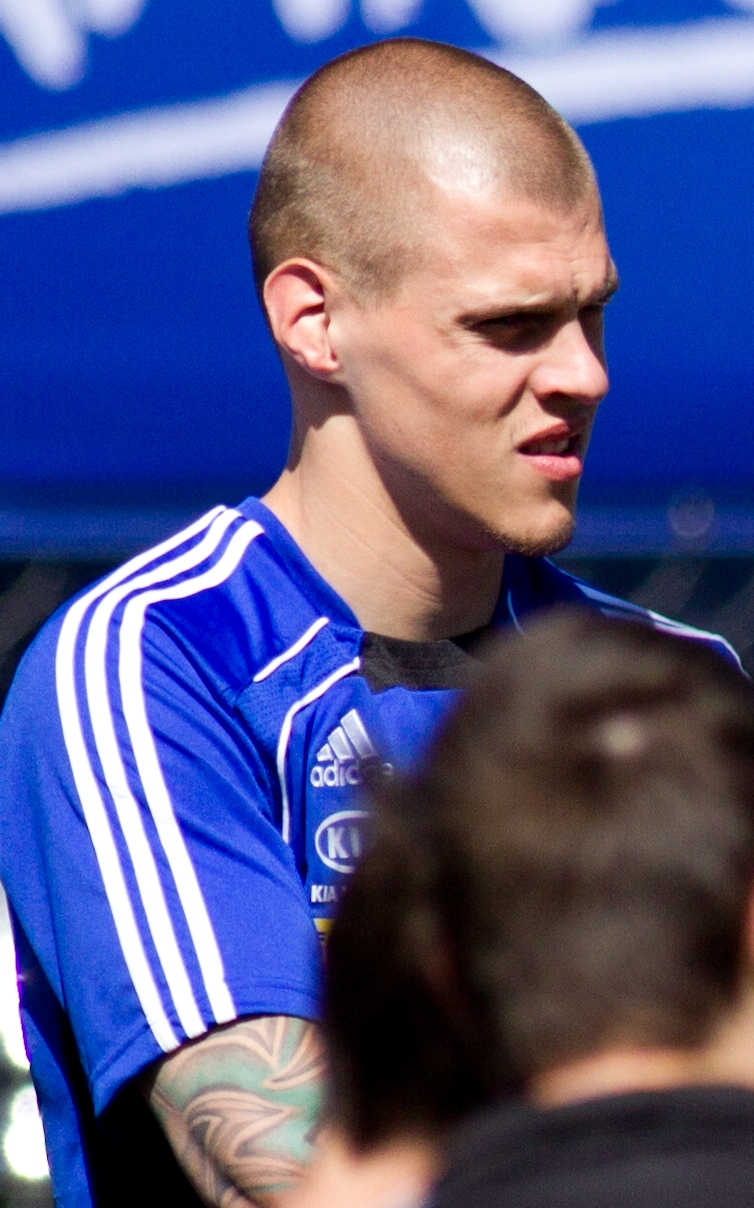
Martin Škrtel (verdediger)
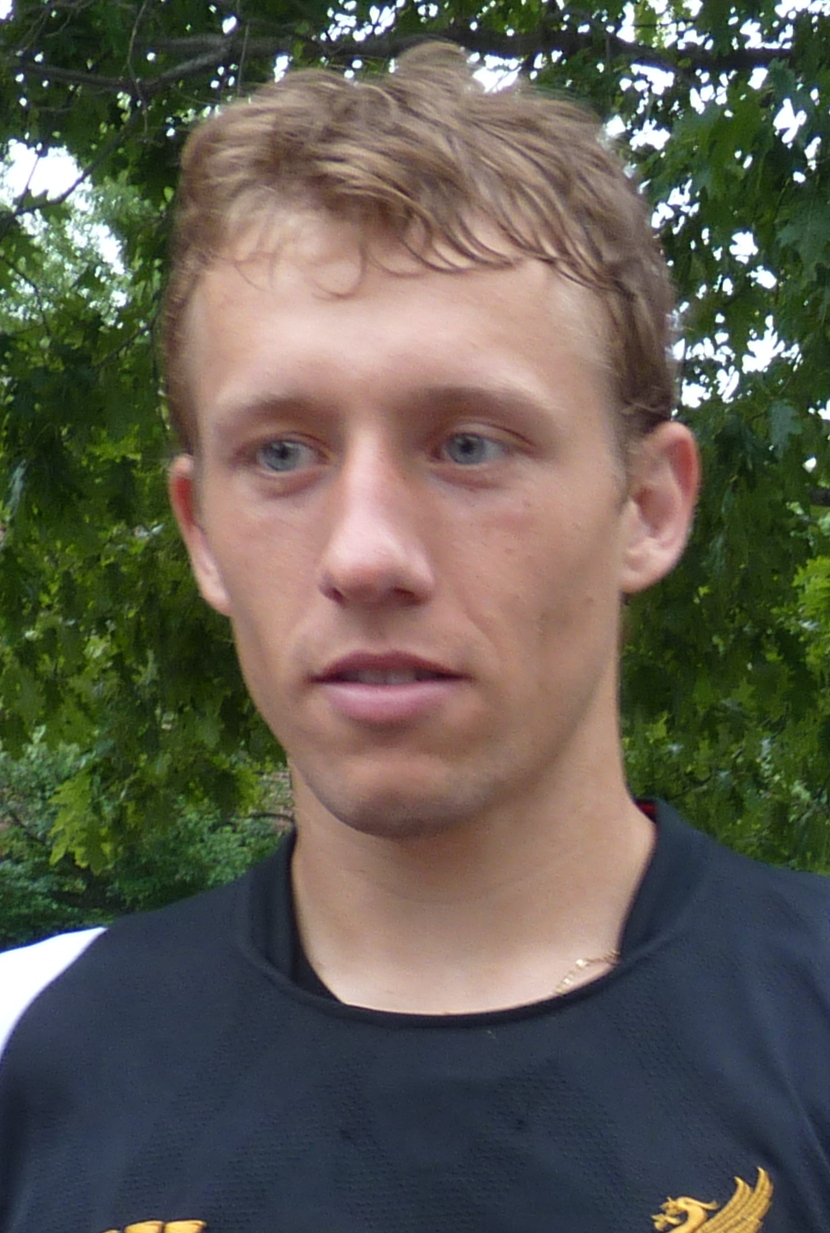
Lucas (middenvelder)
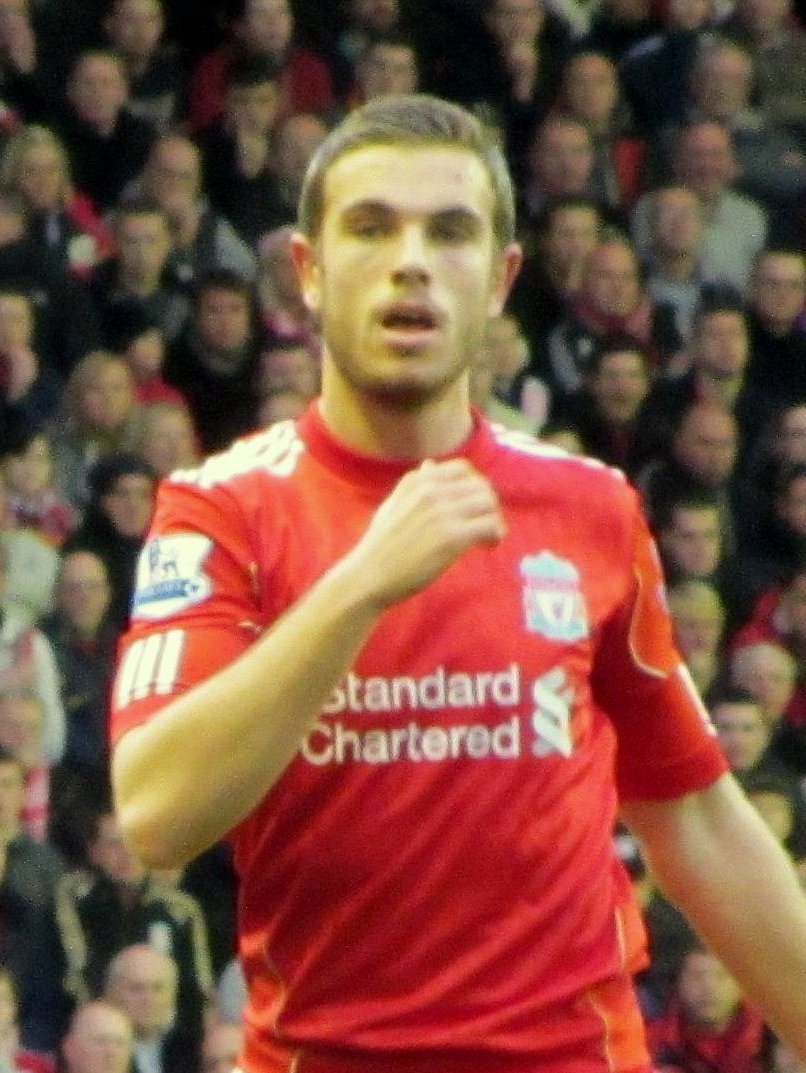
Jordan Henderson (middenvelder)
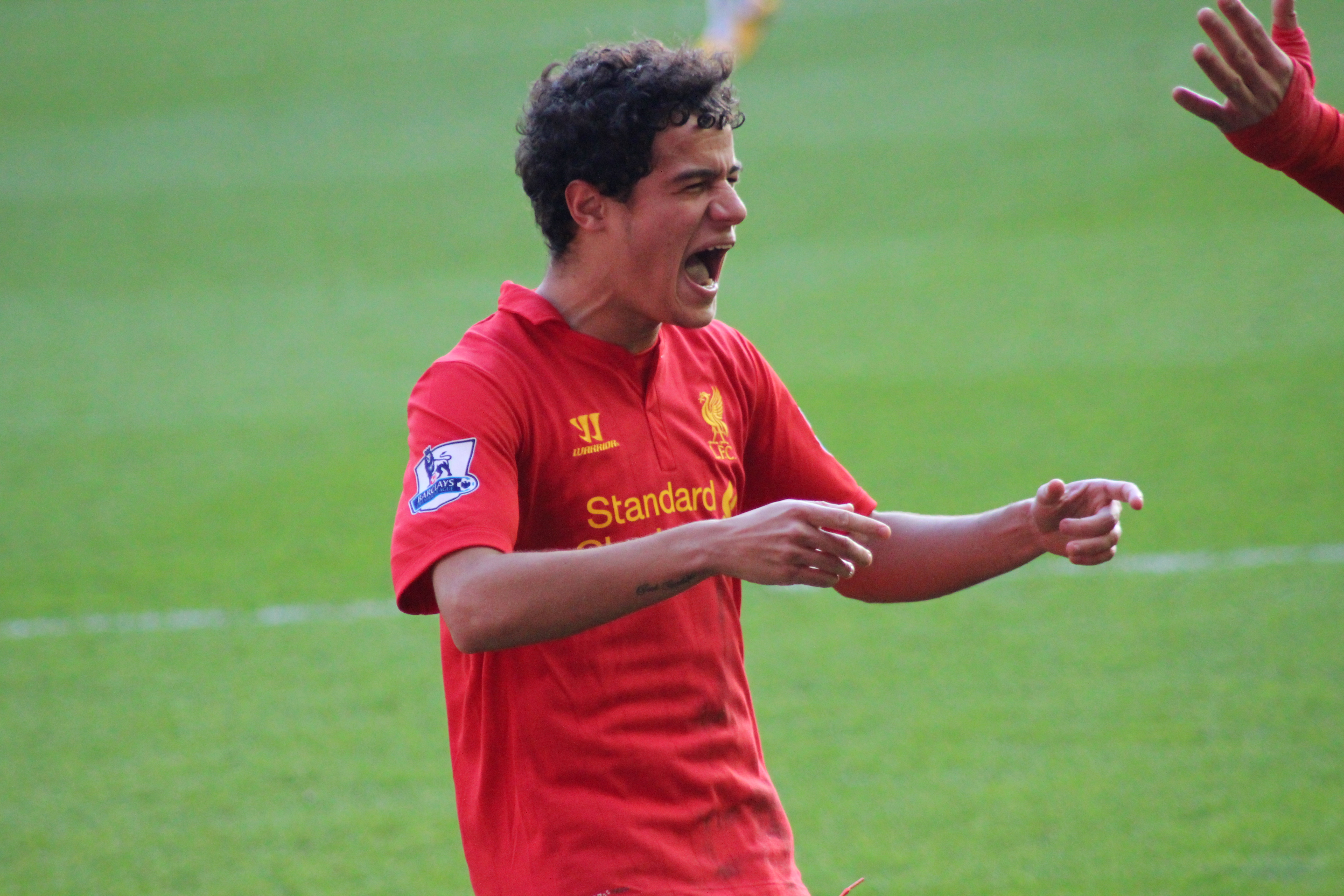
Philippe Coutinho (middenvelder)
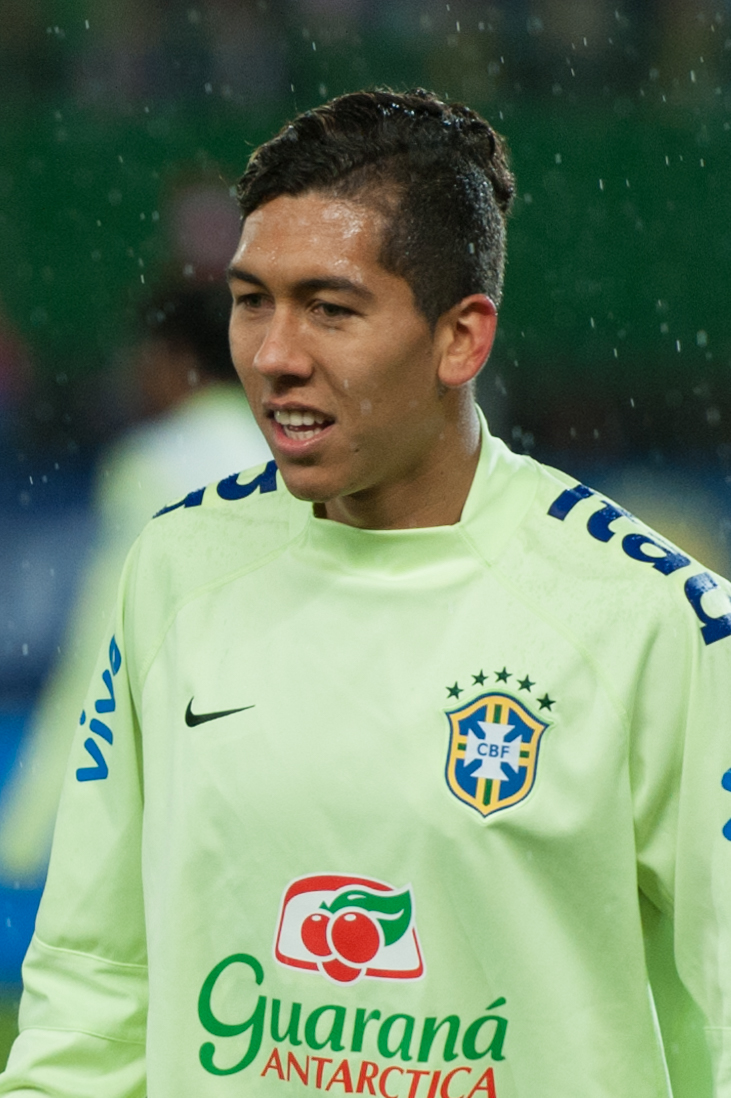
Roberto Firmino (middenvelder)
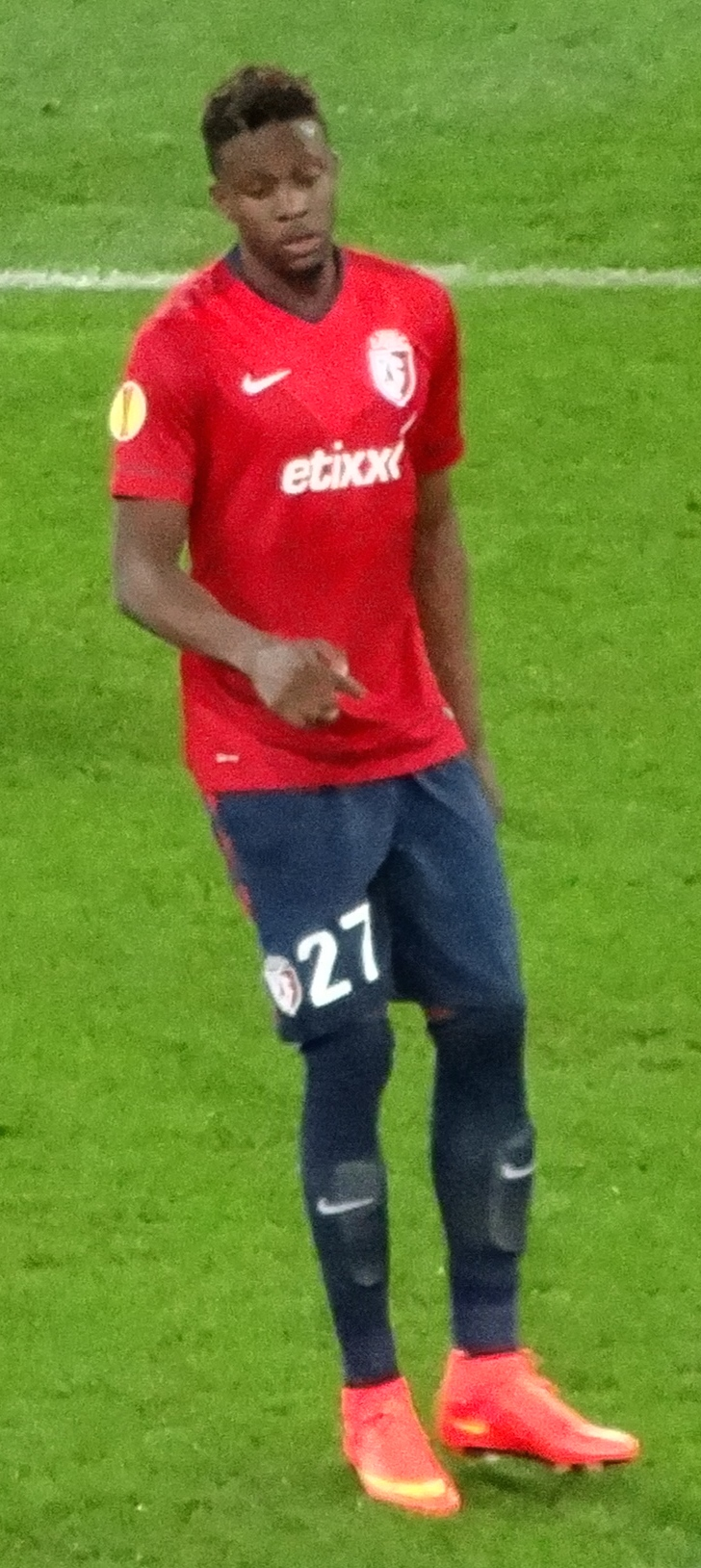
Divock Origi (aanvaller)
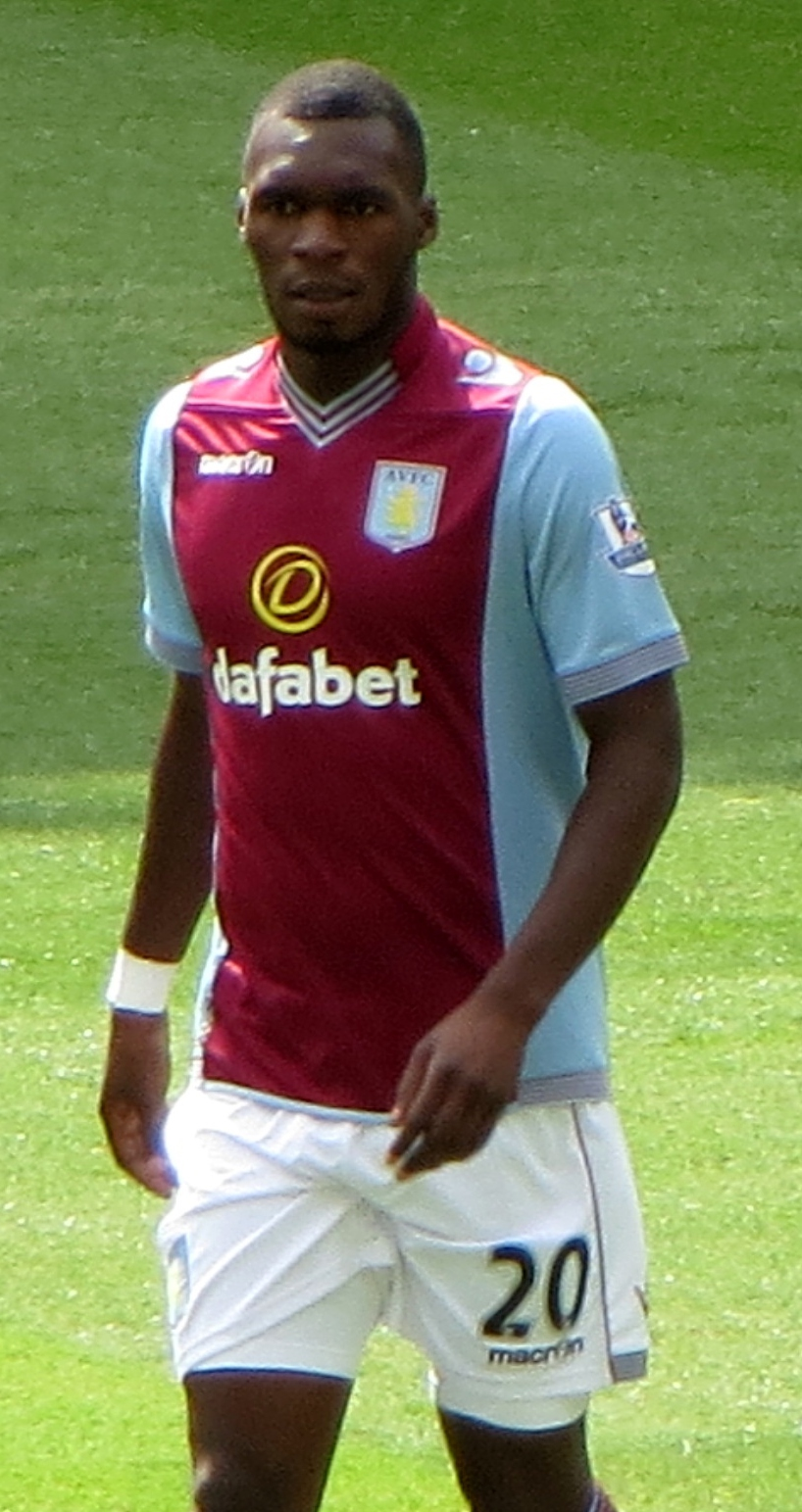
Christian Benteke (aanvaller)
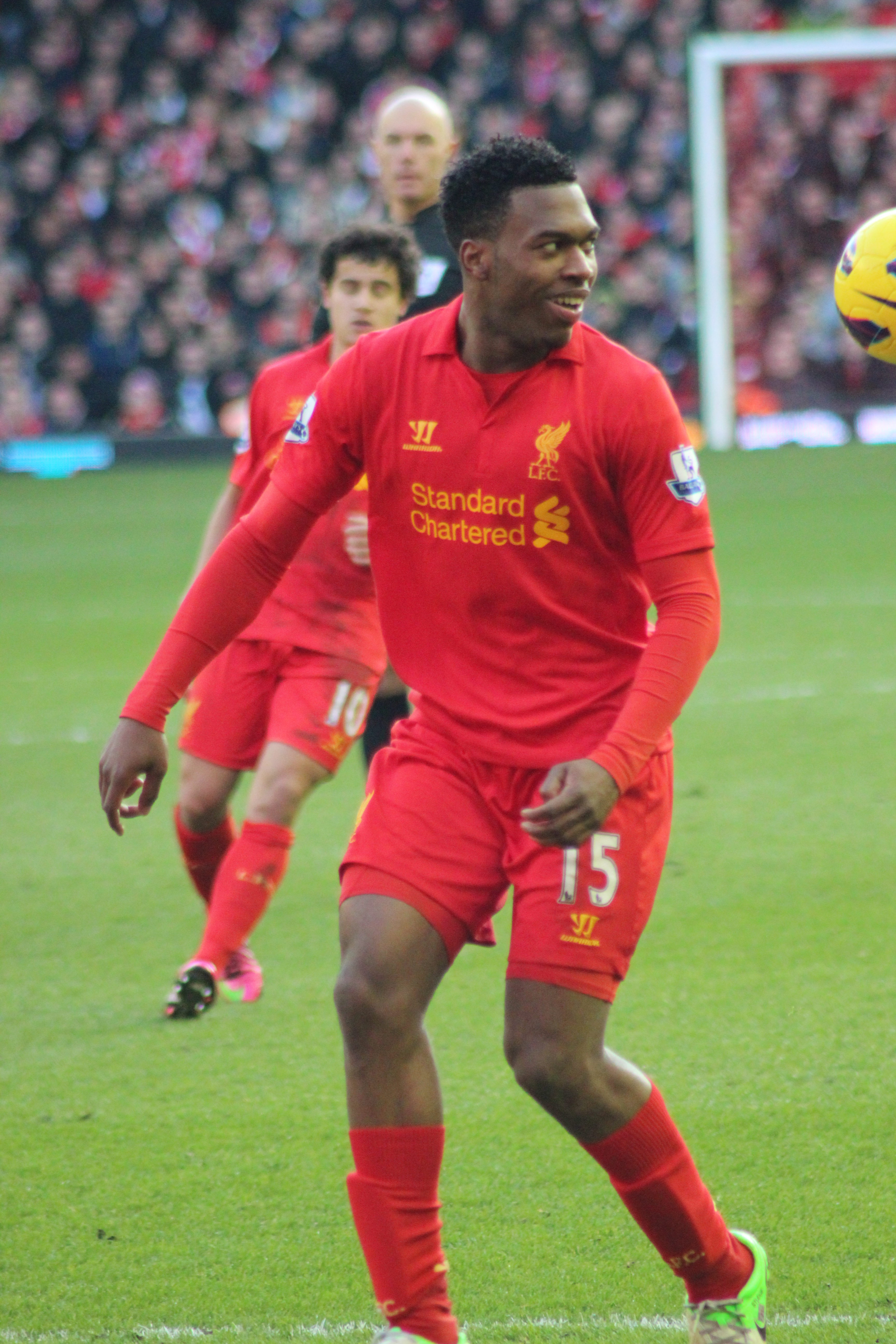
Daniel Sturridge (aanvaller)

2013/14 · 
2014/15 · 
2015/16 · 
2016/17 · 
2017/18 · 
2018/19 · 
2019/20 ·
2020/21 ·
2021/22 ·
2022/23 ·
2023/24 ·
2024/25